# Neu Zippendorf
Neu Zippendorf is een plaats in de Duitse gemeente Schwerin, deelstaat Mecklenburg-Voor-Pommeren, en telt 5.974 inwoners (2007).